# Étain
Étain je francouzská obec, která se nachází v departementu Meuse v Grand Est v severovýchodní Francii přibližně 25 km východně od Verdunu. Obec má celkem 3 850 obyvatel (2011). Rozloha obce je 19,64 km². Počátky obce pocházejí z konce 7. století.